# Municipio de West Hanson
El municipio de West Hanson (en inglés: West Hanson Township) es un municipio ubicado en el condado de Brown en el estado estadounidense de Dakota del Sur. En el año 2010 tenía una población de 61 habitantes y una densidad poblacional de 0,66 personas por km².

## Geografía
El municipio de West Hanson se encuentra ubicado en las coordenadas 45°22′16″N 98°9′56″O / 45.37111, -98.16556. Según la Oficina del Censo de los Estados Unidos, el municipio tiene una superficie total de 93.1 km², de la cual 93,1 km² corresponden a tierra firme y (0 %) 0 km² es agua.

## Demografía
Según el censo de 2010, había 61 personas residiendo en el municipio de West Hanson. La densidad de población era de 0,66 hab./km². De los 61 habitantes, el municipio de West Hanson estaba compuesto por el 100 % blancos. Del total de la población el 3,28 % eran hispanos o latinos de cualquier raza.